# Rush

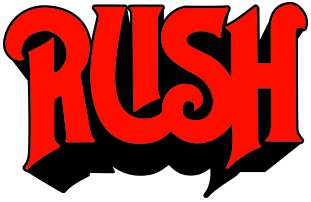
Logotyp zespołu

Rush – kanadyjskie trio rockowe grające hard rock i rock progresywny. Zespół został założony w 1968 roku, a swój debiutancki album wydał w 1974. Początkowo grupa starała się imitować inne zespoły rockowe, przede wszystkim Led Zeppelin, lecz z czasem wykształciła swe własne brzmienie oparte na śpiewie wysokim głosem (śpiew Geddy’ego Lee często porównuje się do śpiewu innego basisty, Burke’a Shelleya), a także ostrej i melodyjnej grze gitary elektrycznej, wspomaganej przez gitarę basową, rozbudowany zestaw perkusyjny i elektroniczne instrumenty klawiszowe. Muzyka Rush miała wpływ na twórczość zespołów, jak m.in.: Metallica, Anthrax, Primus, Dream Theater, Tool, Iron Maiden, czy Symphony X. Zespół zdobył w sumie 22 złote i platynowe płyty, sprzedaż w USA wyniosła 25 milionów, co dało 79. pozycję według RIAA. 18 kwietnia 2013 roku został wprowadzony do Rock and Roll Hall of Fame. Z początkiem 2018 grupa zakończyła działalność.

## Historia

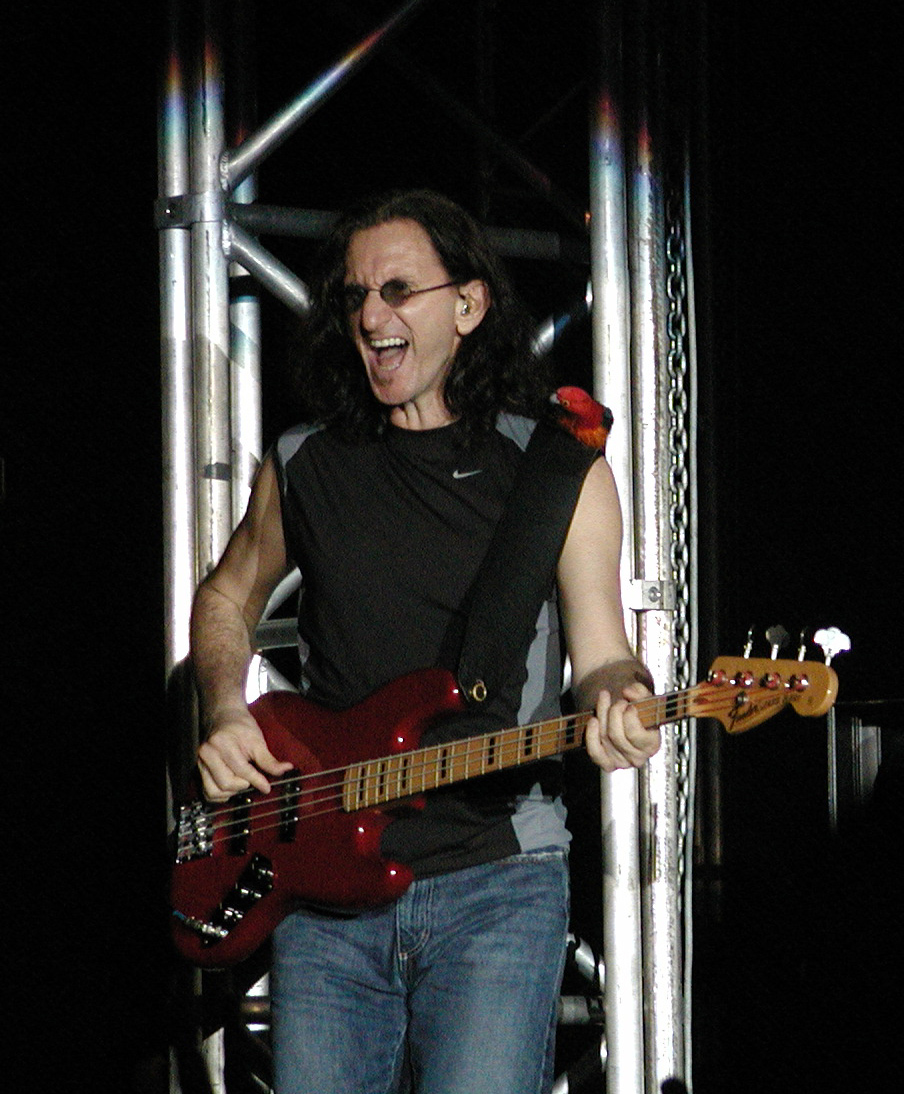
Geddy Lee

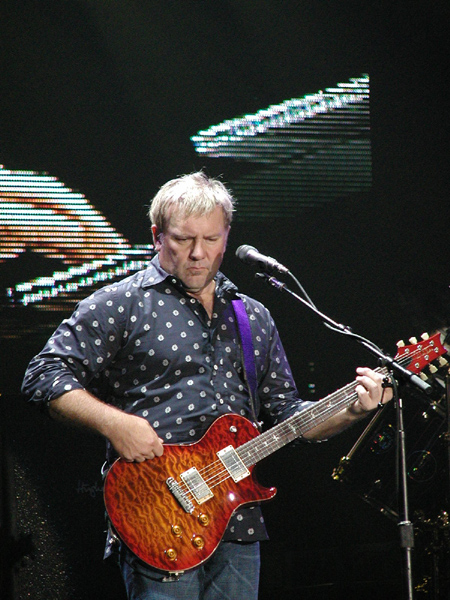
Alex Lifeson

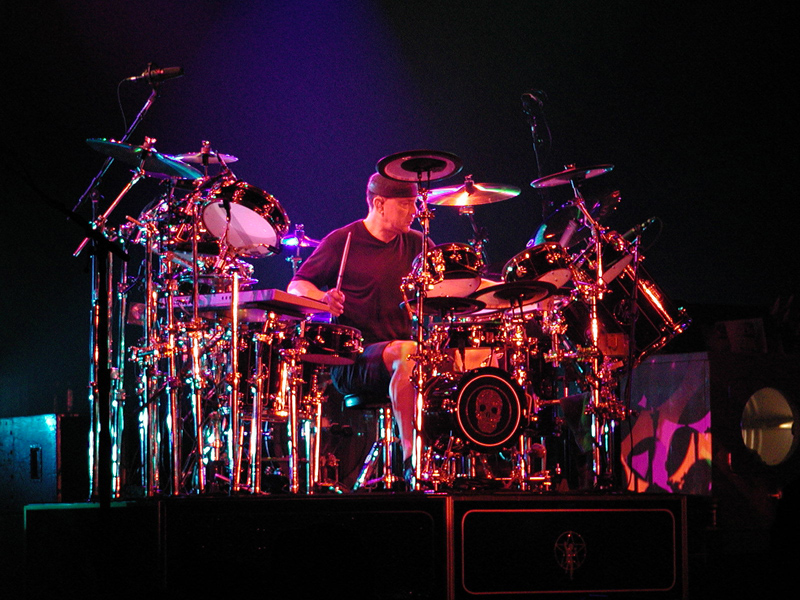
Neil Peart

### Wczesne lata (1966 – 1974)
Historia grupy zaczyna się w chwili, gdy w 1966 roku dwunastoletni Alex Lifeson, syn emigrantów z Jugosławii, dostał na Gwiazdkę swoją pierwszą gitarę. Chłopiec szybko się uczył, w czym pomagało mu uprzednio zdobyte doświadczenie na altówce i gitarze, którą do tej pory pożyczał od sąsiadów. Pierwszą melodią jaką udało mu się zagrać, był dżingiel z reklamy papierosów. Wkrótce, jego rodzina przeprowadziła się z Fernie do Toronto, do dzielnicy Willowdale, gdzie po drugiej stronie ulicy mieszkał John Rutsey. Chłopcy się zaprzyjaźnili i zaczęli razem grać. John na początku musiał używać pożyczanego zestawu, wkrótce jednak jego rodzice kupili mu używaną perkusję Slingerland. Chłopcy odbywali próby w każdy weekend, w piwnicy jednego z nich, w zależności od tego, którzy z rodziców akurat się zgodzili aby znosić hałas w wolny dzień. Wiosną 1968 roku koledzy założyli swój pierwszy zespół pod nazwą The Projection. Grupa przetrwała zaledwie do końca lata. W sierpniu dołączył do nich Jeff Jones, który grał na gitarze basowej i śpiewał. Wieczory spędzali na próbach, a także szukali okazji, aby wystąpić publicznie. Wkrótce im się udało. Podpisali umowę, na występy w każdy piątkowy wieczór w kawiarni, która mieściła się w piwnicy kościoła anglikańskiego. Ich wynagrodzenie wynosiło 25 dolarów. Zespół miał tylko jeden problem, nie było nazwy. Tuż przed pierwszym występem siedzieli wszyscy i próbowali coś wymyślić, aż w końcu starszy brat Johna, Bill, powiedział: „A może by nazwać zespół Rush” i tak zostało (gra słów: „rush” w języku angielskim oznacza tyle co „pośpiech”, „ponaglać”; chłopcy śpieszyli się z nazwą przed zaplanowanym koncertem). Pierwszy występ zespołu zgromadził widownię liczącą ok. 30 osób.
Następnego piątku, był to wrzesień 1968, tuż przed występem zadzwonił nagle Jeff i powiedział, że idzie na prywatkę, w związku z czym nie zagra. Trzeba było szybko kogoś znaleźć i Alex postanowił zadzwonić po znajomego basistę, z którym zdarzyło mu się parę razy odbyć jam session. Lifeson: „Zazwyczaj dzwoniłem do Geddego aby pożyczyć piec do gitary. Więc i tym razem od razu pomyślał – no tak, znowu chce ode mnie piec. Ale powiedziałem: Myślisz że możesz wpaść dziś wieczorem? Jeff nie przyjdzie, a mamy show. Po prostu zagramy parę piosenek”. Lee, który do tej pory nie znał nawet Rutseya, był dość zaskoczony, ale zgodził się. Tak wspominał: „Alex wszystko ode mnie pożyczał, a tym razem pożyczył po prostu i mnie”. Geddy Lee pochodził z rodziny polskich żydów, którzy po wojnie wyjechali do Kanady. Imię Geddy pochodziło od Gary – jego matka wymawiała „Gary” z tak silnym akcentem jidysz, że brzmiało jak „Geddy”.
Po występie trio podzieliło między sobą zarobione 25 dolarów i tego samego wieczora zadecydowali, że Jeff opuszcza zespół, a w jego miejsce zostaje przyjęty Lee. Później Lifeson poinformował Geddego, że ten będzie musiał także śpiewać, na co basista przystał. Grupa nieustannie odbywała kolejne próby i stopniowo była w stanie grać utwory takich wykonawców jak m.in.: Jimi Hendrix, The Who, Jeff Beck, The Rolling Stones, Blue Cheer i Cream. Dość niecodzienną pozycją w repertuarze była piosenka Presleya Jailhouse Rock śpiewana po serbsku. W tym czasie Rush zaczął komponować swoje pierwsze piosenki, były to zazwyczaj bluesy, które nie miały nawet tytułu. Pierwszym prawdziwym utworem był Losing Again. Rush zaczął dawać koncerty także na szkolnych potańcówkach, a ich wynagrodzenie wzrosło w owym czasie do 40 dolarów. Pod koniec 1968 Alex zaprosił do zespołu klawiszowca, Lindy Younga, który wspominał: „Wtedy Rush nie był zespołem heavy metal. Graliśmy bluesa i trochę rocka. Geddy śpiewał nisko i nawet nie myślał aby używać falsetu”. Rush jako kwartet zadebiutował już w styczniu 1969 roku i stawał się coraz bardziej znany w swojej okolicy. Niemniej zaczęło dochodzić do konfliktów na linii Rutsey-Lee i ostatecznie perkusista zdołał przekonać pozostałych członków zespołu, aby usunąć basistę ze składu. Tak też się stało i w maju został przyjęty na jego miejsce, Joe Perna, co więcej uległa zmianie nazwa zespołu na Hadrian.
W czerwcu Lee założył własną, rhythm’n’bluesową formację o nazwie Ogilvie, która jak się okazało, zaczęła odnosić większe sukcesy niż Hadrian. W lipcu Ogilvie zmieniło nazwę na Judd. W tym samym miesiącu z Hadriana do Judd przeszedł Lindy Young. Lifeson i Rutsey ostatecznie nie byli zadowoleni z gry Joe Perna i w końcu Hadrian się rozpadł. Taki sam los spotkał i Judd we wrześniu. Zaraz potem Rutsey zadzwonił do Geddego i zaproponował ponowne utworzenie Rush, na co basista się zgodził. Pod koniec 1969 styl zespołu zaczął się zmieniać głównie pod wpływem debiutanckiej płyty Led Zeppelin, a także The Yardbirds. Przez cały kolejny rok zespół coraz więcej koncertował w całym Ontario, a także komponował własne utwory takie jak Sing Guitar, Morning Star, Margerite, Feel So Good, Love Light czy Garden Road. W lutym 1971 na krótko dołączył Mitch Bossi, gitarzysta rytmiczny. Jak sam wspominał bardziej interesowała go dobra zabawa niż profesjonalne tworzenie muzyki. Mitch odszedł w maju. W tym samym roku zespół pozyskał swojego menadżera, Raya Dannielsa, który okazał się osobą kluczową w późniejszej karierze grupy. Muzyka zespołu raziła wtórnością i Rush nie potrafił zainteresować żadnej wytwórni. Ostatecznie muzycy, razem z Dannielsem, zdecydowali aby założyć własną pod szyldem MoonRecords (w 1977 roku przekształciła się w Anthem).

### Hard rock (1974 – 1976)
Pierwszym singlem był Not Fade Away, cover Buddy’ego Holly, na drugiej stronie znalazła się kompozycja You Can’t Fight It autorstwa Rutseya i Lee. Płytka była sprzedawana podczas koncertów w cenie 69 centów, zdarzało się, że grupa rozdawała ją za darmo. Do współpracy zespół pozyskał producenta Terry’ego Browna. W 1974 został wydany debiutancki album Rush, który pod względem zaprezentowanego stylu był porównywany do Led Zeppelin, Cream i Free. Lifeson przyznawał: „Led Zeppelin miał, oczywiście, wielki wpływ na nas. Geddy jako wokalista i ja na pewno zawdzięczamy mu bardzo wiele. Ale od czegoś trzeba zacząć”.

„Nie mogę go (debiutu) słuchać. To tak jakbyś patrzył na starą fotografię, zrobioną dwadzieścia lat temu. Patrzysz na siebie i nie możesz się nadziwić: „To naprawdę ja? Uauu! Byłem wtedy taki młody! Ale zaraz, co za śmieszne okulary? I dlaczego ubierałem się tak głupio!?” Tak samo jest z muzyką. Spoglądasz za siebie i zdumiewa cię, że mogłeś grać coś tak naiwnego. Dziś zagrałbyś to o wiele lepiej. Być może niektóre z tych utworów nadal komuś się podobają. Ale tylko jeden broni się zdecydowanie bardziej niż inne – Finding my Way.

Jednakże płyta zyskała pewną popularność, głównie za sprawą Donny Halper, dyrektora muzycznego radia WMMS z Cleveland, która regularnie nadawała piosenkę Working Man, co ostatecznie spowodowało, że wytwórnia Mercury Records wydała album w USA. W lipcu 1974 Rutsey odszedł z zespołu w związku z kłopotami zdrowotnymi, które miał będąc diabetykiem – jego udział w koncertach stawał się coraz bardziej problematyczny. 29 lipca w jego miejsce został przyjęty Neil Peart i w takim składzie zespół funkcjonował do końca. Lee tak wspominał spotkanie: „Pewnego dnia drzwi naszej sali prób otworzyły się i stanął w nich... głupio wyglądający młody człowiek z maleńkim zestawem perkusyjnym. Zagrał tak, że buty pospadały nam z nóg! Nazywał się Neil Peart. Tak, to był szczęśliwy moment w historii Rush”.
Rush wyruszył w trasę koncertową w USA, otwierając pierwszy występ 14 sierpnia w Civic Arena, Pittsburgh, przed Uriah Heep i Manfred Mann. W tym czasie Peart stał się głównym autorem tekstów, jako że Lee (który dostarczył słowa na debiutancki album) i Lifeson byli bardziej zainteresowani komponowaniem. W 1975 ukazał się Fly by Night, dalej będący pod wpływem Led Zeppelin, zawierający rozbudowany „By-Tor and the Snow Dog”. Teksty ujawniały zainteresowania Pearta literaturą fantasy i science fiction.
W tym samym roku został wydany Caress of Steel, zawierający m.in. dwie rozbudowane kompozycje The Necromancer i The Fountain of Lamneth. Jego sprzedaż była poniżej oczekiwań (Lee: „W porządku, może powinniśmy powiesić gitary na haku i rozjechać się do domów... (...) Caress of Steel to była osobliwa płyta”), towarzyszące albumowi tournée okazało się finansową katastrofą, zespół przestał płacić swoim współpracownikom, a całe wydarzenie zyskało stosowną nazwę Down The Tubes Tour. W związku z powyższym pojawiły się naciski ze strony wytwórni, aby następna płyta była bardziej komercyjna. Muzycy Rush pozostali jednak nieugięci, czego wyrazem był 2112. Lifeson: „Można powiedzieć, że ta płyta była z naszej strony aktem protestu. Nagrywaliśmy zawsze rzeczy niezbyt komercyjne i zarówno wytwórnia, jak i management naciskali, byśmy poszli w kierunku muzyki łatwiejszej w odbiorze. Zdecydowaliśmy więc wprost przeciwnie nagrać taki album, na jaki sami mieliśmy ochotę. Nie bacząc na to, czy się komuś spodoba, czy nie. I myślę, że ludzie zrozumieli jego ideę. Że trzeba stać na straży tego, w co się wierzy i walczyć o to. Nawet jeśli wszyscy dookoła są przeciwko tobie. Myślę, że takie było źródło sukcesu 2112”.

„Moim zdaniem to pierwszy album Rush, który jest od początku do końca naszym dziełem, na którym zatarły się już wpływy innych. A nawet jeśli można dosłuchać się na nim jakichś wpływów, nasze brzmienie je przesłania. 2112 to płyta, na której zrodziło się brzmienie Rush”.

Album uzyskał status platynowej płyty w rodzimej Kanadzie. Pierwszą stronę wypełnił tytułowy utwór, podzielony na siedem części, zróżnicowany pod względem tempa, rytmu, dynamiki. W warstwie tekstowej był o wymowie antytotalitarnej – w tym czasie Peart, jako autor tekstów, znalazł się pod wpływem leseferystki Ayn Rand. Geddy Lee: „Można chyba powiedzieć, że w historii Rush nastąpiła wtedy era Ayn Rand. Tym, co nas urzekło, były nie jej poglądy polityczne, a zawarty w jej dziełach manifest artystyczny”. Pierwszy okres działalności podsumował koncertowy album All the World’s a Stage, nagrany podczas występów w Massey Hall w Toronto.

### Rock progresywny (1977 – 1981)
Po wydaniu 2112 muzycy udali się do Wielkiej Brytanii aby nagrać w 1977 A Farewell to Kings, a w roku następnym – Hemispheres. Albumy te prezentowały rozwój zespołu w kierunku rocka progresywnego. Pierwszy z nich zawierał dwie dłuższe kompozycje – Xanadu, w warstwie literackiej opowiadający o przekleństwie nieśmiertelności, oraz Cygnus X-1, ozdobiony dźwiękami kojarzącymi się ze startem statku kosmicznego. Wprowadzenie do instrumentarium syntezatorów, rozbudowane kompozycje, zmiany tempa stały się znakiem rozpoznawczym Rush. Aby uzyskać bogatszą paletę dźwięków, Alex Lifeson zaczął eksperymentować z gitarą klasyczną, Geddy Lee używał Minimooga oraz syntezatora basowego, Peart wzbogacił perkusję o trójkąty, dzwonki, cowbell, kotły, gong oraz dzwony rurowe. Kompozycje stały się długie i rozbudowane pod względem formalnym. Jednakże wraz z nadejściem nowej dekady zespół stopniowo porzucał dotychczasowy styl na rzecz krótszych, bardziej zwartych kompozycji, często także charakteryzujących się łagodniejszymi aranżacjami.

„Sądzę, że wydusiliśmy z tej formuły wszystko, co się da. W tym okresie muzyka rockowa bardzo się zmieniała i zmieniały się nasze inspiracje. Czuliśmy, że na lata 80. trzeba spojrzeć z innej muzycznej perspektywy”.

Największą zmianę przyniósł kolejny album – wydany w 1980 roku Permanent Waves – głównie za sprawą wprowadzenia elementów reggae oraz new wave. Syntezatory odgrywały coraz większą rolę, mimo że styl zespołu można nadal było określić jako hard rock. Dwie krótkie kompozycje The Spirit of Radio, Freewill stały się radiowymi przebojami, chętnie nadawanymi przez stację w USA i Kanadzie po dzień dzisiejszy. Lifeson: „To był punkt zwrotny w naszej karierze. Nagle staliśmy się gwiazdą wyprzedającą duże hale koncertowe. W tym utworze (The Spirit of Radio), choć jest krótki, udało nam się zawrzeć wiele różnych rozwiązań aranżacyjnych. Wcześniej takie rzeczy zdarzały nam się tylko w bardziej rozbudowanych kompozycjach”. Płyta uplasowała się na piątej pozycji na liście przebojów w USA. Właściwie aż do momentu wydania Permanent Waves Lifeson prawie wyłącznie używał gitar Gibsona.
Rush największą popularność zyskało dzięki Moving Pictures. Wydany w 1981 roku album był niejako kontynuacją Permanent Waves – również zawierał w większości dość krótkie, łatwe w odbiorze piosenki. Pierwszy w zestawie Tom Sawyer stał się najbardziej znaną kompozycją grupy. The Camera Eye był ostatnim rozbudowanym utworem Rush, trwającym dłużej niż dziesięć minut, ponadto opierał się on w większości na brzmieniu syntezatorów, czym wskazywał kierunek, w jakim zespół podąży w przyszłości. W zestawieniu Billboard 200 Moving Pictures uzyskał trzecie miejsce, osiągnął również status poczwórnej platynowej płyty.

„Ogromnie lubię Moving Pictures. Ta kombinacja muzyki dość wyrafinowanej i hard rocka bardzo mnie satysfakcjonuje. Zawsze próbowaliśmy łączyć w swojej twórczości trzy rzeczy: złożoność formalną rocka progresywnego, piękne melodie i ekspresję hard rocka. Często nic z tego nie wychodziło, ale czasem osiągaliśmy dokładnie to, co sobie zamierzyliśmy”.

Po wydaniu czterech płyt studyjnych, w 1981 roku ukazał się koncertowy Exit...Stage Left, który zawierał materiał nagrany podczas tras promujących Permanent Waves oraz Moving Pictures. Rok później, na kasecie wideo ukazał się pierwszy koncertowy film Exit...Stage Left. Od swojego odpowiednika na płycie różnił się innym zestawem utworów. Kolejną zmianę stylu i nową epokę w dziejach zespołu przyniósł Signals.

### Era syntezatorów (1982 – 1989)
Kolejny album, Signals, przyniósł kilka dużych zmian, zarówno w sferze instrumentalnej, jak i stylistycznej. Syntezatory zaczęły odgrywać pierwszoplanową rolę, utwory oparto na ich brzmieniu, co więcej gitara Lifesona została mocno ograniczona. Szczególnie było to widoczne w piosenkach takich jak Countdown czy Subdivisions. W utworze Losing It, gościnnie wystąpił Ben Mink, który zagrał na elektrycznych skrzypcach. W sferze stylistycznej, na Signals znalazło się kilka nowych elementów, nieobecnych do tej pory w muzyce tria – utwory takie jak Digital Man, The Weapon czy Chemistry zawierały wpływy ska, reggae i funk. Już po wydaniu płyty, w 1983 roku, Rush pożegnał się ze swoim długoletnim producentem Terrym Brownem. Produkcją następnego albumu miał być Steve Lillywhite, znany ze współpracy z U2. Jednakże otrzymał on propozycję od Simple Minds na którą przystał i zrezygnował tym samym z Rush. Ostatecznie zespół zdecydował się na Petera Hendersona. Kolejne dzieło – Grace Under Pressure – ukazało się w 1984 roku. Tytuł wymyślił Peart, a było to zapożyczenie od Ernesta Hemingwaya które odzwierciedlało to przez co zespół musiał przejść po pożegnaniu się z Terrym Brownem. Muzycznie, płyta była kontynuacją poprzedniego albumu. Syntezatory obsługiwane przez Geddego stały się głównym elementem w aranżacjach. Dodatkowo, Peart zaczął używać elektronicznej perkusji Simmonsa. W 1985 ukazał się film Grace Under Pressure, dokumentujący występ Rush w Maple Leaf Gardens w Toronto.
Zespół do współpracy zaprosił kolejnego producenta, był nim Peter Collins i wraz z nim nagrał dwa następne albumy: Power Windows (1985) oraz Hold Your Fire (1987). Według niektórych źródeł ten okres był kulminacją ery syntezatorów w historii Rush. Dość powiedzieć, że instrumenty klawiszowe były nagrywane w pierwszej kolejności, a Lifeson jedynie dogrywał partie gitarowe. Część swoich fanów grupa zaczęła wystawiać na próbę, co miało odzwierciedlenie w sprzedaży. Pięć poprzednich albumów pokryło się platyną, natomiast Hold Your Fire osiągnął „tylko” złoto w listopadzie 1987, mimo że udało mu się wspiąć na trzynaste miejsce w zestawieniu Billboard 200. Sam zespół również powoli zaczynał męczyć się wybraną formułą, szczególnie Geddy Lee, który przyznawał, że musiał „miotać się na scenie pomiędzy mikrofonem, gitarą basową a syntezatorami”. Swoje zniecierpliwienie zaczęli demonstrować także krytycy. Trzeci album koncertowy – A Show of Hands, wydany w 1989 – został surowo oceniony przez Michaela Azerrada, który na łamach Rolling Stone’a przyznał mu tylko półtorej gwiazdki, oraz ironicznie stwierdził, że zespół jest traktowany przez fanów jako „Święta Trójca”. Niezależnie od tego A Show of Hands zdobył status złotej płyty i zajął 21. miejsce w zestawieniu Billboard 200. W tym czasie Rush zdecydował się na zmianę wytwórni i przeniósł się z Mercury do Atlantic Records. Mercury wydał jeszcze podwójny album kompilacyjny Chronicles w 1990. Rok później na kasecie wideo ukazał się A Show of Hands, dokumentujący występ zespołu z Birmingham, nagrany podczas Hold Your Fire tour.

### Powrót do korzeni (1989 – 1997)
Już pod skrzydłami Atlantic, Rush zaczął stopniowo powracać do tworzenia muzyki opartej głównie na trzech instrumentach. Jednak, wydany w 1989 Presto był rozczarowaniem, uzyskał słabe oceny w prasie a niektóre ze źródeł określiły go świadectwem twórczego kryzysu. Bob Mack na łamach Rolling Stone, zarzucił zespołowi iż utwór Red Tide był właściwie plagiatem Message in a Bottle The Police, natomiast Anagram (for Mongo) zbyt mocno mógł się kojarzyć z Long, Long Way From Home grupy Foreigner. Trzeba jednakże stwierdzić, że inne źródła oceniły Presto bardzo dobrze. Nie zmienia to jednak faktu iż sprzedaż płyty była najniższa od 1975 roku. Album zawierał krótkie piosenki, urozmaicone co prawda instrumentami klawiszowymi, aczkolwiek syntezatory nie odgrywały już głównej roli w aranżacjach. Kolejnym krokiem w kierunku bardziej gitarowego grania, był Roll the Bones z 1991 roku. Lifeson: „W okresie Roll the Bones zaczęliśmy wracać do brzmienia opartego na dźwiękach tylko trzech instrumentów: gitary, basu i perkusji”. Należy jednak stwierdzić, że obie te płyty nadal ciążyły w kierunku muzyki pop, mimo że na Roll the Bones znalazły się elementy funku, hip-hopu, a nawet jazzu.
Podczas gdy wielu starych fanów zaczęło się odwracać od zespołu, w 1993 roku Rush wydał Counterparts, który okazał się dużym zaskoczeniem. Płyta wyprodukowana przez Petera Collinsa, który był odpowiedzialny m.in. za Hold Your Fire, charakteryzowała się rockowym, wręcz heavymetalowym brzmieniem. Sporadycznie używany syntezator, utwory oparte przede wszystkim na riffach gitarowych, wyeksponowane brzmienie perkusji – tak można było opisać przedstawioną muzykę. Po wydaniu albumu, Rush zamilkł na prawie dwa lata, jako że Geddy Lee postanowił poświęcić czas swojej rodzinie. W 1994 roku formacja została wprowadzona do kanadyjskiego Music Hall of Fame.
Przerwę w działalności macierzystego zespołu wykorzystał Lifeson. W 1994 roku otworzył w Toronto klub The Orbit Room. W 1996 wydał swój pierwszy, i jak dotąd jedyny, solowy album Victor. Do współpracy pozyskał m.in. Lesa Claypoola, znanego z formacji Primus. Z kolei Neil Peart skupił się na doskonaleniu swoich umiejętności i trenował pod okiem jazzowego perkusisty Freddiego Grubera. Ponowne spotkanie nie było łatwe, Lee wątpił wtedy w dalszy sens funkcjonowania grupy. Wydany w 1996 Test for Echo kontynuował koncepcję muzyki przedstawionej na Counterparts, dodatkowo zawierał więcej elementów charakterystycznych dla rocka progresywnego. W październiku 1996 zespół udał się na tournée, które trwało do lipca roku następnego.

### Przerwa w działalności (1997 – 2001)
Lata 1997 i 1998 okazały się tragiczne dla Neila Pearta. 10 sierpnia 1997, na autostradzie 401 niedaleko Brighton, w wypadku samochodowym zginęła dziewiętnastoletnia córka Selena Taylor. Dziesięć miesięcy potem, 20 lipca 1998, zmarła na raka jego żona, Jacqueline Taylor. Po pogrzebie żony, Peart oświadczył kolegom z zespołu aby uznali, że przechodzi na emeryturę. Perkusista udał się następnie w podróż swoim motocyklem. Przebył wówczas dystans około 88 000 kilometrów, przemierzając Północną i Centralną Amerykę. W czasie nieobecności Pearta działalność Rush została zawieszona.

„Próbowaliśmy być jak najbliżej niego przez te wszystkie trudne lata. Jako przyjaciele, a nie kumple z zespołu. To nas jeszcze bardziej zbliżyło. Myślę, że słowo przyjaźń nie do końca oddaje siłę naszych relacji. To jest coś więcej, nawet nie potrafię tego nazwać. Jesteśmy jak bracia – ale to też brzmi banalnie... Po prostu nie zmienia się członka rodziny, kiedy spotyka go nieszczęście. Przez myśl mi nie przeszło nazwisko żadnego innego perkusisty. Rush to nasza trójka. Jeżeli któregoś zabraknie, skończy się Rush.”

W 1998 ukazał się trzypłytowy Different Stages, będący zapisem koncertów z tras Counterparts i Test for Echo. Zawierał także materiał z występu w Londynie w 1978 roku. Dwa lata później Geddy Lee wydał swój pierwszy, i jak dotąd jedyny, solowy album My Favorite Headache, który brzmiał jak „kolejna płyta Rush”. Do współpracy pozyskał m.in. Matta Camerona znanego z Soundgarden. Tymczasem Neil Peart zakończył swoją trwającą czternaście miesięcy podróż. We wrześniu 2000 roku powtórnie się ożenił, a na początku następnego roku, oznajmił kolegom z zespołu że jest gotów do powrotu.

### Metal progresywny (2002 – 2016)

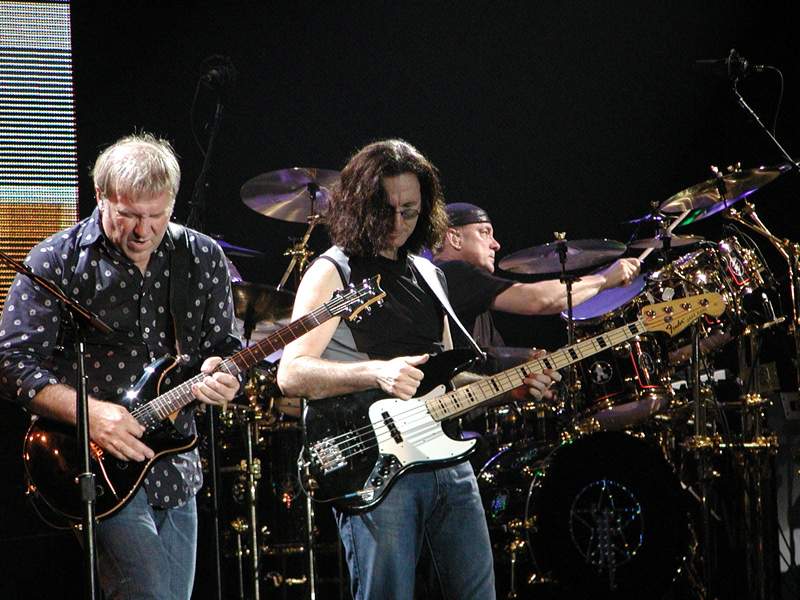
Rush podczas koncertu (2004)

Vapor Trails ukazał się 14 maja 2002, aczkolwiek nielegalna piracka kopia została udostępniona w Internecie już 10 kwietnia. Podczas nagrania nie używano syntezatorów, co nie zdarzyło się Rush od ponad 30 lat. Realizacja płyty trwała 14 miesięcy, co było rekordem w historii zespołu. Niestety, tak długa sesja nie przełożyła się na jakość albumu, który zebrał dość umiarkowane oceny. Był krytykowany w dwóch aspektach – trwał prawie 70 minut, w związku z czym zarzucano iż niepotrzebnie zawierał kilka słabszych kompozycji a poza tym przesterowana realizacja dźwięku. Lifeson nie wytrzymał tak długiego nagrywania dlatego ostatecznym etapem produkcji zajął się sam Lee. Alex: „Okazało się, że mamy jakiś problem, coś czego nie słyszeliśmy na etapie miksu, dopiero podczas masteringu. Aby uzyskać pożądany poziom okazało się, że mamy zniekształcenia. Biedak Lee robił wszystko sam, był w szoku… Powiedział: Nie wiem co myśleć. Wydaje mi się, że brzmi okropnie”. W innym miejscu gitarzysta wyjaśniał: „Dla mnie to problem z dźwiękiem – podczas masteringu zagotował się, był zbyt duży poziom głośności”. Przez niektórych Vapor Trails został uznany za książkowy przykład loudness war. Po wydaniu płyty, zespół wyruszył w tournée, po raz pierwszy występując w takich krajach jak Meksyk czy Brazylia – z tej trasy pochodziło, wydane w październiku 2003, na DVD oraz CD Rush in Rio, dokumentujące występ z dnia 23 listopada 2002.
W 2003 roku zespół obchodził trzydziestolecie wydania swojej debiutanckiej płyty i z tej okazji postanowił wydać EPkę Feedback zawierającą wyłącznie covery takich zespołów jak Cream, The Who czy The Yardbirds, które odcisnęły wpływ na twórczości grupy, szczególnie na początku jej kariery. W ramach uczczenia rocznicy, Rush udał się w tournée o stosownej nazwie 30th Anniversary Tour, które obejmowało takie kraje jak: USA, Kanadę, Wielką Brytanię, Niemcy, Włochy, Szwecję, Czechy oraz Holandię. Występ we Frankfurcie, który miał miejsce 24 września 2004, został wydany 22 listopada 2005 na nośniku DVD pod tytułem R30: 30th Anniversary World Tour.
Z początkiem 2006 roku zespół przystąpił do komponowania nowych utworów, we wrześniu została nawiązana współpraca z producentem Nickiem Raskulineczem, w listopadzie Rush wszedł do studia. Sesja trwająca około 5 tygodni zakończyła się w grudniu. 14 lutego 2007 został ogłoszony tytuł nowej płyty: Snakes & Arrows. 12 marca najpierw ukazał się promujący wydawnictwo singiel Far Cry, a następnie 1 maja światło dzienne ujrzał album, który zajął trzecie miejsce w zestawieniu Billboard 200. Zdobył on pozytywne recenzje, był przez niektórych porównywany do dzieł King Crimson takich jak Red czy Larks’ Tongues in Aspic. Zespół wyruszył w trasę koncertową i 15 kwietnia 2008 ukazał się Snakes & Arrows Live. 24 kwietnia 2010 roku na festiwalu Tribeca Film Festival w Nowym Jorku odbyła się premiera filmu dokumentalnego poświęconego zespołowi pt. Rush – The Documentary. Obraz został wyreżyserowany przez Scota McFadyena i Sama Dunna. Czas od czerwca 2010 do lipca 2012 wypełnił Time Machine Tour, który objął obie Ameryki oraz Europę. Podczas koncertów w całości był wykonywany Moving Pictures. Z tejże trasy pochodził wydany w listopadzie 2011 Time Machine 2011: Live in Cleveland. Kolejny album studyjny o roboczym tytule Clockwork Angels miał się ukazać w tym samym roku, jednakże premiera została przełożona na wiosnę 2012. Płytę zapowiadały dwa utwory: Caravan oraz BU2B. Ostatecznie Clockwork Angels ujrzał światło dzienne 12 czerwca 2012, było to dzieło koncepcyjne, nawiązujące pod względem przedstawionej formy do 2112. Od 17 września 2012 muzycy promowali album w trasie Clockwork Angels Tour.

### Zakończenie działalności (2016 – 2018)
Na początku marca 2016 ukazała się informacja, że przyszłość zespołu znajduje się pod znakiem zapytania. Jako powód podano kłopoty Alexa Lifesona z artretyzmem oraz plany Neila Pearta odnośnie do wycofania się z aktywności muzycznej. W 2018 roku Rush zakończył działalność.

## Wydarzenia po zakończeniu działalności
- 7 stycznia 2020 po ponad trzyletniej walce z rakiem mózgu zmarł Neil Peart[66].

- 29 maja 2020 zespół wydał specjalną edycję albumu Permanent Waves z okazji jego 40-lecia. Edycja została wydana na nośnikach CD i płytach analogowych. Została wzbogacona o nagrania koncertowe zespołu z roku 1980 w ramach trasy Permanent Waves 1980 World Tour[67].

## Muzycy
- Geddy Lee – śpiew, gitara basowa, gitara elektryczna, gitara akustyczna, instrumenty klawiszowe, melotron (1968–2018)
- Alex Lifeson – gitara elektryczna, gitara akustyczna, mandolina, buzuki, wokal wspierający, instrumenty klawiszowe (1968–2018)
- Neil Peart (zmarły) – perkusja (1974–2015)

- John Rutsey (zmarły) – perkusja, wokal wspierający (1968–1974)
- Jeff Jones – śpiew, gitara basowa (1968)

## Dyskografia

### Albumy
| Rok                            | Tytuł                                                            | Pozycja na liście | Pozycja na liście | Pozycja na liście | Pozycja na liście | Pozycja na liście | Pozycja na liście | Pozycja na liście | Pozycja na liście | Pozycja na liście | Pozycja na liście | Pozycja na liście | Certyfikat                                                             |
| Rok                            | Tytuł                                                            | CAN               | FIN               | NLD               | NOR               | UK                | US                | SWE               | CHE               | DEU               | JPN               | POL               | Certyfikat                                                             |
| ------------------------------ | ---------------------------------------------------------------- | ----------------- | ----------------- | ----------------- | ----------------- | ----------------- | ----------------- | ----------------- | ----------------- | ----------------- | ----------------- | ----------------- | ---------------------------------------------------------------------- |
| 1974                           | Rush - Data: 1 marca 1974 - Wydawca: Mercury                     | 88                | –                 | –                 | –                 | –                 | 105               | –                 | –                 | –                 | –                 | –                 | - US: złota płyta                                                      |
| 1975                           | Fly by Night - Data: 15 lutego 1975 - Wydawca: Mercury           | 37                | –                 | –                 | –                 | –                 | 113               | –                 | –                 | –                 | 288               | –                 | - US: platynowa płyta - CAN: platynowa płyta                           |
| 1975                           | Caress of Steel - Data: 15 września 1975 - Wydawca: Mercury      | 48                | –                 | –                 | –                 | –                 | 148               | –                 | –                 | –                 | 279               | –                 | - US: złota płyta - CAN: złota płyta                                   |
| 1976                           | 2112 - Data: 1 kwietnia 1976 - Wydawca: Mercury                  | 1                 | –                 | –                 | –                 | –                 | 61                | 33                | –                 | –                 | 178               | –                 | - US: 3x platynowa płyta - CAN: 2x platynowa płyta                     |
| 1977                           | A Farewell to Kings - Data: 7 września 1977 - Wydawca: Mercury   | 2                 | –                 | –                 | –                 | 22                | 33                | 41                | –                 | –                 | 210               | –                 | - US: platynowa płyta - CAN: platynowa płyta - UK: złota płyta         |
| 1978                           | Hemispheres - Data: 29 października 1978 - Wydawca: Mercury      | 4                 | –                 | –                 | –                 | 14                | 47                | –                 | –                 | –                 | 217               | –                 | - US: platynowa płyta - CAN: platynowa płyta - UK: srebrna płyta       |
| 1980                           | Permanent Waves - Data: 14 stycznia 1980 - Wydawca: Mercury      | 1                 | –                 | –                 | 21                | 3                 | 4                 | 26                | –                 | –                 | 192               | –                 | - US: platynowa płyta - CAN: platynowa płyta - UK: złota płyta         |
| 1981                           | Moving Pictures - Data: 12 lutego 1981 - Wydawca: Mercury        | 1                 | –                 | –                 | 34                | 3                 | 3                 | 32                | –                 | –                 | –                 | –                 | - US: 4x platynowa płyta - CAN: 4x platynowa płyta - UK: srebrna płyta |
| 1982                           | Signals - Data: 9 września 1982 - Wydawca: Mercury               | 3                 | –                 | –                 | 33                | 3                 | 10                | 19                | –                 | –                 | 269               | –                 | - US: platynowa płyta - CAN: platynowa płyta - UK: srebrna płyta       |
| 1984                           | Grace Under Pressure - Data: 12 kwietnia 1984 - Wydawca: Mercury | 1                 | –                 | –                 | –                 | 5                 | 10                | 18                | –                 | –                 | 283               | –                 | - US: platynowa płyta - CAN: platynowa płyta - UK: srebrna płyta       |
| 1985                           | Power Windows - Data: 29 października 1985 - Wydawca: Mercury    | 2                 | –                 | –                 | –                 | 9                 | 10                | 26                | –                 | –                 | –                 | –                 | - US: platynowa płyta - CAN: platynowa płyta - UK: srebrna płyta       |
| 1987                           | Hold Your Fire - Data: 8 września 1987 - Wydawca: Mercury        | 9                 | –                 | –                 | –                 | 10                | 13                | 21                | –                 | –                 | –                 | –                 | - US: złota płyta - CAN: platynowa płyta - UK: srebrna płyta           |
| 1989                           | Presto - Data: 21 listopada 1989 - Wydawca: Atlantic             | 11                | –                 | –                 | –                 | 27                | 16                | –                 | –                 | –                 | –                 | –                 | - US: złota płyta - CAN: platynowa płyta - UK: srebrna płyta           |
| 1991                           | Roll the Bones - Data: 3 września 1991 - Wydawca: Atlantic       | 1                 | –                 | –                 | –                 | 10                | 3                 | 31                | –                 | –                 | 64                | –                 | - US: platynowa płyta - CAN: platynowa płyta                           |
| 1993                           | Counterparts - Data: 19 października 1993 - Wydawca: Atlantic    | 1                 | –                 | 56                | –                 | 14                | 2                 | 45                | –                 | 88                | 35                | –                 | - US: złota płyta - CAN: platynowa płyta                               |
| 1996                           | Test for Echo - Data: 10 września 1996 - Wydawca: Atlantic       | 1                 | 9                 | 53                | –                 | 25                | 5                 | 26                | –                 | 45                | 50                | –                 | - US: złota płyta - CAN: złota płyta                                   |
| 2002                           | Vapor Trails - Data: 14 maja 2002 - Wydawca: Atlantic            | 3                 | 11                | 47                | –                 | –                 | 6                 | 18                | –                 | 20                | 59                | –                 | - CAN: złota płyta                                                     |
| 2004                           | Feedback EP - Data: 2004 - Wydawca: Atlantic                     | –                 | –                 | –                 | –                 | –                 | 19                | –                 | –                 | 59                | 174               | –                 | - CAN: złota płyta                                                     |
| 2007                           | Snakes & Arrows - Data: 1 maja 2007 - Wydawca: Atlantic          | 3                 | 4                 | 16                | 13                | 13                | 3                 | 6                 | –                 | 29                | 40                | 41                | - CAN: złota płyta                                                     |
| 2012                           | Clockwork Angels - Data: 12 czerwca 2012 - Wydawca: Roadrunner   | 1                 | 4                 | 11                | 10                | 76                | 2                 | 8                 | 21                | 11                | 27                | 9                 |                                                                        |
| „–” pozycja nie była notowana. |                                                                  |                   |                   |                   |                   |                   |                   |                   |                   |                   |                   |                   |                                                                        |

### Albumy koncertowe
| Rok                            | Tytuł                                                                         | Pozycja na liście | Pozycja na liście | Pozycja na liście | Pozycja na liście | Pozycja na liście | Pozycja na liście | Pozycja na liście | Certyfikat                                                       |
| Rok                            | Tytuł                                                                         | CAN               | US                | DEU               | JPN               | SWE               | NLD               | FIN               | Certyfikat                                                       |
| ------------------------------ | ----------------------------------------------------------------------------- | ----------------- | ----------------- | ----------------- | ----------------- | ----------------- | ----------------- | ----------------- | ---------------------------------------------------------------- |
| 1976                           | All the World’s a Stage - Data: 29 września 1976 - Wydawca: Mercury           | 40                | –                 | –                 | –                 | –                 | –                 | –                 | - US: platynowa płyta - CAN: platynowa płyta - UK: srebrna płyta |
| 1981                           | Exit...Stage Left - Data: 29 października 1981 - Wydawca: Mercury             | 10                | –                 | –                 | –                 | –                 | –                 | –                 | - US: platynowa płyta - CAN: platynowa płyta - UK: srebrna płyta |
| 1989                           | A Show of Hands - Data: 10 stycznia 1989 - Wydawca: Mercury                   | 21                | –                 | –                 | –                 | –                 | –                 | 9                 | - US: złota płyta - CAN: platynowa płyta                         |
| 1998                           | Different Stages - Data: 10 listopada 1998 - Wydawca: Atlantic                | 35                | 12                | –                 | –                 | –                 | –                 | –                 | - US: złota płyta - CAN: platynowa płyta                         |
| 2003                           | Rush in Rio - Data: 21 października 2003 - Wydawca: Atlantic                  | 33                | –                 | –                 | 130               | –                 | –                 | –                 | - US: złota płyta - CAN: złota płyta                             |
| 2005                           | R30: 30th Anniversary World Tour - Data: 22 listopada 2005 - Wydawca: Rounder | –                 | –                 | –                 | –                 | –                 | –                 | –                 |                                                                  |
| 2006                           | Grace Under Pressure Tour - Data: 13 czerwca 2006 - Wydawca: Atlantic         | –                 | –                 | –                 | –                 | –                 | –                 | –                 |                                                                  |
| 2008                           | Snakes & Arrows Live - Data: 15 kwietnia 2008 - Wydawca: Atlantic             | 18                | 8                 | 63                | 109               | 42                | 36                | –                 |                                                                  |
| 2011                           | Time Machine: Live in Cleveland - Data: 8 listopada 2011 - Wydawca: Atlantic  | –                 | –                 | 58                | –                 | –                 | –                 | –                 |                                                                  |
| „–” pozycja nie była notowana. |                                                                               |                   |                   |                   |                   |                   |                   |                   |                                                                  |

### Kompilacje
| 1978                           | Archives - Data: 11 kwietnia 1978 - Wydawca: Mercury                                   | 121 | –  | –  | - US: platynowa płyta    |
| 1981                           | Rush Through Time - Data: 1981 - Wydawca: Mercury                                      | –   | –  | –  |                          |
| 1990                           | Chronicles - Data: 4 września 1990 - Wydawca: Mercury                                  | 51  | 42 | 5  | - US: 2x platynowa płyta |
| 1997                           | Retrospective I - Data: 6 maja 1997 - Wydawca: Mercury                                 | –   | –  | –  |                          |
| 1997                           | Retrospective II - Data: 3 czerwca 1997 - Wydawca: Mercury                             | –   | –  | –  |                          |
| 2003                           | The Spirit of Radio: Greatest Hits 1974–1987 - Data: 11 lutego 2003 - Wydawca: Mercury | 62  | –  | 17 | - US: złota płyta        |
| 2006                           | Gold - Data: 25 kwietnia 2006 - Wydawca: Mercury                                       | –   | –  | –  |                          |
| 2009                           | Retrospective 3 - Data: 3 marca 2009 - Wydawca: Atlantic                               | –   | –  | –  |                          |
| 2009                           | Working Men - Data: 17 listopada 2009 - Wydawca: Atlantic                              | –   | –  | –  |                          |
| 2010                           | Time Stand Still: The Collection - Data: 3 marca 2010 - Wydawca: Universal             | –   | –  | –  |                          |
| „–” pozycja nie była notowana. |                                                                                        |     |    |    |                          |

### Single
| 1973                           | „Not Fade Away”                         | –   | –  | –   | 88 | –                    |
| 1973                           | „You Can’t Fight It”                    | –   | –  | –   | –  | –                    |
| 1974                           | „Finding My Way”                        | –   | –  | –   | –  | Rush                 |
| 1974                           | „In the Mood”                           | 88  | –  | –   | 31 | Rush                 |
| 1975                           | „Fly by Night”                          | 88  | –  | –   | 45 | Fly By Night         |
| 1975                           | „Making Memories”                       | –   | –  | –   | –  | Fly By Night         |
| 1976                           | „The Necromancer: Return of the Prince” | –   | –  | –   | –  | Caress of Steel      |
| 1976                           | „Lakeside Park”                         | –   | –  | –   | –  | Caress of Steel      |
| 1977                           | „The Twilight Zone”                     | –   | –  | –   | –  | 2112                 |
| 1977                           | „2112: Overture/The Temples of Syrinx”  | –   | –  | –   | –  | 2112                 |
| 1977                           | „A Passage to Bangkok”                  | –   | –  | –   | –  | 2112                 |
| 1977                           | „Closer to the Heart”                   | 76  | –  | 36  | 45 | A Farewell to Kings  |
| 1978                           | „Cinderella Man”                        | –   | –  | –   | –  | A Farewell to Kings  |
| 1978                           | „The Trees                              | –   | –  | –   | –  | Hemispheres          |
| 1979                           | „Circumstances”                         | –   | –  | –   | –  | Hemispheres          |
| 1980                           | „The Spirit of Radio”                   | 51  | –  | 13  | 22 | Permanent Waves      |
| 1980                           | „Freewill”                              | –   | –  | –   | –  | Permanent Waves      |
| 1980                           | „Entre Nous”                            | 110 | –  | –   | 94 | Permanent Waves      |
| 1981                           | „Limelight”                             | 55  | 4  | –   | 18 | Moving Pictures      |
| 1981                           | „Tom Sawyer”                            | 44  | 8  | 25  | 24 | Moving Pictures      |
| 1981                           | „Vital Signs”                           | –   | –  | 41  | –  | Moving Pictures      |
| 1982                           | „Closer to the Heart (Live)”            | 69  | 21 | –   | –  | Exit...Stage Left    |
| 1982                           | „New World Man”                         | 21  | 1  | 42  | 1  | Signals              |
| 1982                           | „Subdivisions”                          | 105 | 8  | 53  | 36 | Signals              |
| 1983                           | „The Analog Kid”                        | –   | 19 | –   | –  | Signals              |
| 1983                           | „The Weapon”                            | –   | –  | –   | –  | Signals              |
| 1983                           | „CountDown”                             | –   | –  | 36  | –  | Signals              |
| 1984                           | „Distant Early Warning”                 | –   | 3  | –   | –  | Grace Under Pressure |
| 1984                           | „The Body Electric”                     | 105 | 23 | 56  | 86 | Grace Under Pressure |
| 1984                           | „Red Sector A”                          | –   | 21 | –   | –  | Grace Under Pressure |
| 1984                           | „Afterimage”                            | –   | –  | –   | –  | Grace Under Pressure |
| 1985                           | „The Big Money”                         | 45  | 4  | –   | 52 | Power Windows        |
| 1985                           | „Territories”                           | –   | 30 | –   | –  | Power Windows        |
| 1986                           | „Mystic Rhythms”                        | –   | 21 | –   | –  | Power Windows        |
| 1986                           | „Manhattan Project”                     | –   | 10 | –   | –  | Power Windows        |
| 1986                           | „Marathon”                              | –   | –  | –   | –  | Power Windows        |
| 1987                           | „Time Stand Still”                      | –   | 3  | 41  | 52 | Hold Your Fire       |
| 1987                           | „Prime Mover”                           | –   | –  | –   | –  | Hold Your Fire       |
| 1987                           | „Force Ten”                             | –   | 3  | –   | –  | Hold Your Fire       |
| 1988                           | „Lock and Key”                          | –   | 16 | –   | –  | Hold Your Fire       |
| 1988                           | „Mission (Live)”                        | –   | 33 | –   | –  | A Show of Hands      |
| 1989                           | „Show Don’t Tell”                       | –   | 1  | –   | 46 | Presto               |
| 1990                           | „The Pass”                              | –   | 15 | –   | 25 | Presto               |
| 1990                           | „Superconductor”                        | –   | 37 | –   | 67 | Presto               |
| 1991                           | „Dreamline”                             | –   | 1  | –   | –  | Roll the Bones       |
| 1991                           | „Bravado”                               | –   | 13 | –   | 56 | Roll the Bones       |
| 1992                           | „Roll the Bones”                        | –   | 9  | 49  | –  | Roll the Bones       |
| 1992                           | „Face Up”                               | –   | –  | –   | –  | Roll the Bones       |
| 1992                           | „Heresy”                                | –   | –  | –   | –  | Roll the Bones       |
| 1992                           | „Ghost of a Chance”                     | –   | 2  | –   | 40 | Roll the Bones       |
| 1993                           | „Stick It Out”                          | –   | 1  | –   | 63 | Counterparts         |
| 1994                           | „Nobody’s Hero”                         | –   | 9  | –   | 19 | Counterparts         |
| 1994                           | „Cold Fire”                             | –   | 2  | –   | 48 | Counterparts         |
| 1994                           | „Animate”                               | –   | 35 | –   | –  | Counterparts         |
| 1994                           | „Double Agent”                          | –   | –  | –   | –  | Counterparts         |
| 1996                           | „Test for Echo”                         | –   | 1  | –   | –  | Test for Echo        |
| 1996                           | „Half the World”                        | –   | 6  | –   | –  | Test for Echo        |
| 1997                           | „Driven”                                | –   | 20 | –   | –  | Test for Echo        |
| 1997                           | „Virtuality”                            | –   | –  | –   | –  | Test for Echo        |
| 1997                           | „Resist”                                | –   | –  | –   | –  | Test for Echo        |
| 2002                           | „Secret Touch”                          | –   | 25 | –   | –  | Vapor Trails         |
| 2002                           | „One Little Victory”                    | –   | 10 | –   | –  | Vapor Trails         |
| 2002                           | „Sweet Miracle”                         | –   | –  | –   | –  | Vapor Trails         |
| 2004                           | „Summertime Blues”                      | –   | 30 | –   | –  | Feedback             |
| 2007                           | „Far Cry”                               | –   | 22 | –   | –  | Snakes & Arrows      |
| 2007                           | „Spindrift”                             | –   | –  | –   | –  | Snakes & Arrows      |
| 2007                           | „The Larger Bowl (A Pantoum)”           | –   | 16 | –   | –  | Snakes & Arrows      |
| 2008                           | „Workin’ Them Angels”                   | –   | 30 | –   | –  | Snakes & Arrows      |
| 2010                           | „Caravan”                               | 102 | 38 | 184 | 44 | Clockwork Angels     |
| 2010                           | „BU2B”                                  | 119 | –  | –   | 50 | Clockwork Angels     |
| 2012                           | „Headlong Flight”                       | –   | 7  | –   | 84 | Clockwork Angels     |
| „–” pozycja nie była notowana. |                                         |     |    |     |    |                      |

## Wideografia
| 1981                           | Exit...Stage Left (VHS, Laserdisc) - Data: 1981 - Wydawca: Polygram                   | –   | - US: złota płyta                                  |
| 1985                           | Through the Camera Eye (VHS) - Data: 1985 - Wydawca: Polygram                         | –   |                                                    |
| 1986                           | Grace Under Pressure Tour (VHS) - Data: 1986 - Wydawca: Polygram                      | –   |                                                    |
| 1989                           | A Show of Hands (VHS, Laserdisc) - Data: 9 stycznia 1989 - Wydawca: Polygram          | –   | - US: platynowa płyta                              |
| 1990                           | Chronicles (VHS) - Data: 1990 - Wydawca: Polygram                                     | –   | - US: platynowa płyta                              |
| 2003                           | Rush in Rio (DVD) - Data: 21 października 2003 - Wydawca: Anthem, Atlantic            | 83  | - US: 7x platynowa płyta - CAN: diamentowa płyta   |
| 2005                           | R30: 30th Anniversary World Tour (DVD) - Data: 22 listopada 2005 - Wydawca: Universal | 128 | - US: 5x platynowa płyta - CAN: 8x platynowa płyta |
| 2006                           | Rush Replay X3 (DVD) - Data: 13 czerwca 2006 - Wydawca: Mercury, Anthem, Universal    | –   | - US: 2x platynowa płyta - CAN: 5x platynowa płyta |
| 2008                           | Snakes & Arrows Live (DVD) - Data: 25 listopada 2008 - Wydawca: Zoë Vision, Anthem    | 132 | - US: 2x platynowa płyta - CAN: 5x platynowa płyta |
| 2011                           | Time Machine: Live in Cleveland (DVD) - Data: 8 listopada 2011 - Wydawca: Atlantic    | 96  |                                                    |
| „–” pozycja nie była notowana. |                                                                                       |     |                                                    |

## Nagrody i wyróżnienia
| Rok  | Kategoria                                       | Tytułem | Nagroda                     | Nota | Źródło |
| ---- | ----------------------------------------------- | ------- | --------------------------- | ---- | ------ |
| 2012 | The Ronnie James Dio Lifetime Achievement Award | Rush    | Revolver Golden Gods Awards | Laur | [ 87 ] |